# 两广陵齿蕨
两广陵齿蕨（学名：Lindsaea liankwangensis）为鳞始蕨科鳞始蕨属下的一个种。